# 愛にピアス
「愛にピアス」（あいにピアス）は、日本の女性アイドル・板野友美の楽曲。楽曲は秋元康により作詞、黒須克彦により作曲されている。配信限定でリリースされた。
2011年6月1日に着うた、着うたフルがレコチョクで独占先行配信され、7月1日にiTunes StoreやmoraなどのPC配信サイトでも配信された。同年4月16日に京セラドーム大阪で開催した、AKB48『桜の木になろう【通常盤】』全国握手会イベントで、2か月連続配信限定シングルの配信と、発売日が未定だった2ndシングル「ふいに」の発売日が同年7月13日発売と発表された。2ヶ月配信限定シングルのPart 2として配信された。売り上げの一部は「誰かのためにプロジェクト」の一環として義援金になり、東北地方太平洋沖地震（東日本大震災）の被災者支援に使われる。
楽曲はイトーヨーカドー「レイングッズ」CMソングに起用された。

## 配信曲
| #  | タイトル       | 作詞   | 作曲     | 編曲     | 時間 |
| -- | -------------- | ------ | -------- | -------- | ---- |
| 1. | 「愛にピアス」 | 秋元康 | 黒須克彦 | 黒須克彦 | 4:00 |